# Sœurs de la charité de l'Assomption
Les Sœurs de la charité de l'Assomption (en latin : Congregatio Sororum Caritatis ad Assumptione) sont une congrégation religieuse féminine enseignante et hospitalière de droit pontifical.

## Histoire
La congrégation trouve son origine dans les Petites Sœurs de l'Assomption, fondées en 1865 par Étienne Pernet, assomptionniste français. À partir des années soixante, de nombreux jeunes italiennes du mouvement Communion et Libération entrent dans la congrégation, ce qui conduit à une considérable croissance de l'institut et une approche de l'œuvre fondée par Luigi Giussani. L'éloignement de la branche italienne et le rapprochement de l'association communion et libération conduit à la naissance d'une nouvelle congrégation religieuse, en 1993, sous le nom de sœurs de la Charité de l'Assomption, avec la maison mère à Milan.
L'institut reçoit le décret de louange le 29 juin 1993. En 2006, le Saint-Siège reconnaît Luigi Giussani comme fondateur du nouvel institut, avec Étienne Pernet.

## Activités et diffusion
Les sœurs de la charité se dédient à l'enseignement, aux soins des personnes âgées et des familles dans le besoin. 
Elles sont présentes en Italie et en Espagne.
En 2017, la congrégation comptait 86 sœurs dans 7 maisons.